# قسم أحمد آباد الريفي
قسم أحمد آباد الريفي (بالفارسية: دهستان احمدآباد) منطقة ريفية في الناحية المركزية لمقاطعة فيروز آباد في مقاطعة فيروز آباد، محافظة فارس، إيران. في تعداد عام 2006م، كان عدد سكانها 15,919 في 3,458 عائلة. يتكون القسم من 45 قرية. 